# Запод
За̀под (на албански: Zapod, нашински Zapod) е горанско село в Албания, част от община Кукъс.

## География
Разположено е в Североизточна Албания, в албанската част на областта Гора, в южните склонове на Коритник.

## История
Васил Кънчов отбелязва през 1900 година Запот сред селата в Гора, населени от българи мохамедани, наричани торбеши. Броят на къщите е 35.
След Междусъюзническата война селото попада в Албания. Според Стефан Младенов в 1916 година За̀под е българско село с 40 къщи.
На етническата си карта на Северозападна Македония в 1929 година Афанасий Селишчев отбелязва Запод като българско село.
В рапорт на Сребрен Поппетров, главен инспектор-организатор на църковно-училищното дело на българите в Албания, от 1930 година Запад е отбелязано като село с 80 къщи българи мохамедани.
До 2015 година е част от община Запод.